# Anatomia di un omicidio
Anatomia di un omicidio (Anatomy of a Murder) è un film del 1959 diretto da Otto Preminger, tratto dall'omonimo romanzo di Robert Traver.
Il film narra il processo per un omicidio le cui circostanze sono approfondite fin nei dettagli più scabrosi. Il linguaggio coraggiosamente esplicito, specie per l'epoca, procurò non poche critiche anche da parte degli organi preposti alla censura, che vi ravvisarono "immoralità" e "oscenità".
Nel 2012 è stato scelto per essere conservato nel National Film Registry della Biblioteca del Congresso degli Stati Uniti d'America.

## Trama

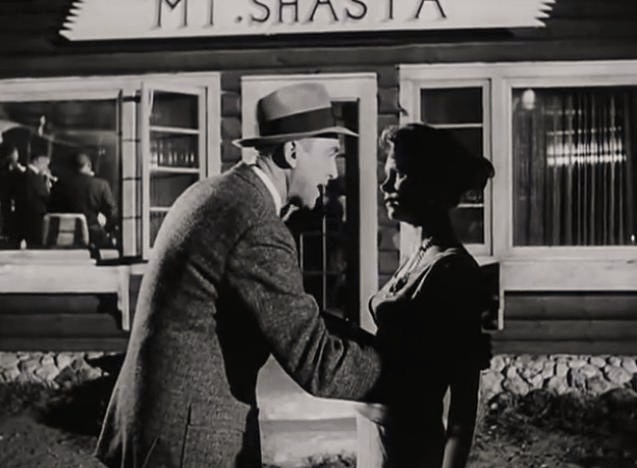
James Stewart e Lee Remick in una scena del film

Nella cittadina immaginaria di Iron City nella Penisola superiore del Michigan, nell'imminenza di un processo per omicidio, Laura Manion, moglie dell'accusato, chiede di difendere il marito, un tenente reduce dalla guerra di Corea, all'avvocato Paul Biegler, che, dopo la delusione per la recente perdita del posto di pubblico accusatore, segue solo piccole cause dedicando gran parte del tempo alla pesca.
La donna, che ama il divertimento e la provocazione, afferma di essere stata violentata dal gestore di un bar, successivamente affrontato e ucciso a colpi di pistola di fronte alla clientela dal marito che si è poi costituito. L'avvocato, spinto ad accettare la causa da un amico, già valente giudice ora alcolizzato, dopo aver interrogato l'imputato accetta di assumerne la difesa, ritenendo che l'unica strategia possibile debba riguardare le sue condizioni mentali nel momento del delitto. Conduce le indagini e le ricerche giuridiche per la preparazione del processo con l'aiuto della fedele segretaria e dell'amico giurista, che trova così un'occasione per redimersi dall'alcolismo, mentre la pubblica accusa locale viene coadiuvata da un pubblico ministero giunto appositamente dalla città.
In tribunale, in un dibattimento serrato e fra testimonianze a volte reticenti, anche in rapporto ad alcuni particolari ritenuti scabrosi da un'America ancora puritana, si analizza il delitto sotto molteplici aspetti, evidenziando e approfondendo i fatti e i risvolti psicologici dei vari personaggi. Alla fine la giuria, anche in seguito alla testimonianza dello psichiatra consulente della difesa, si convince della tesi secondo cui l'imputato avrebbe agito in preda a un "impulso irresistibile", e dunque in uno stato di infermità mentale che lo rende non colpevole.

## Produzione

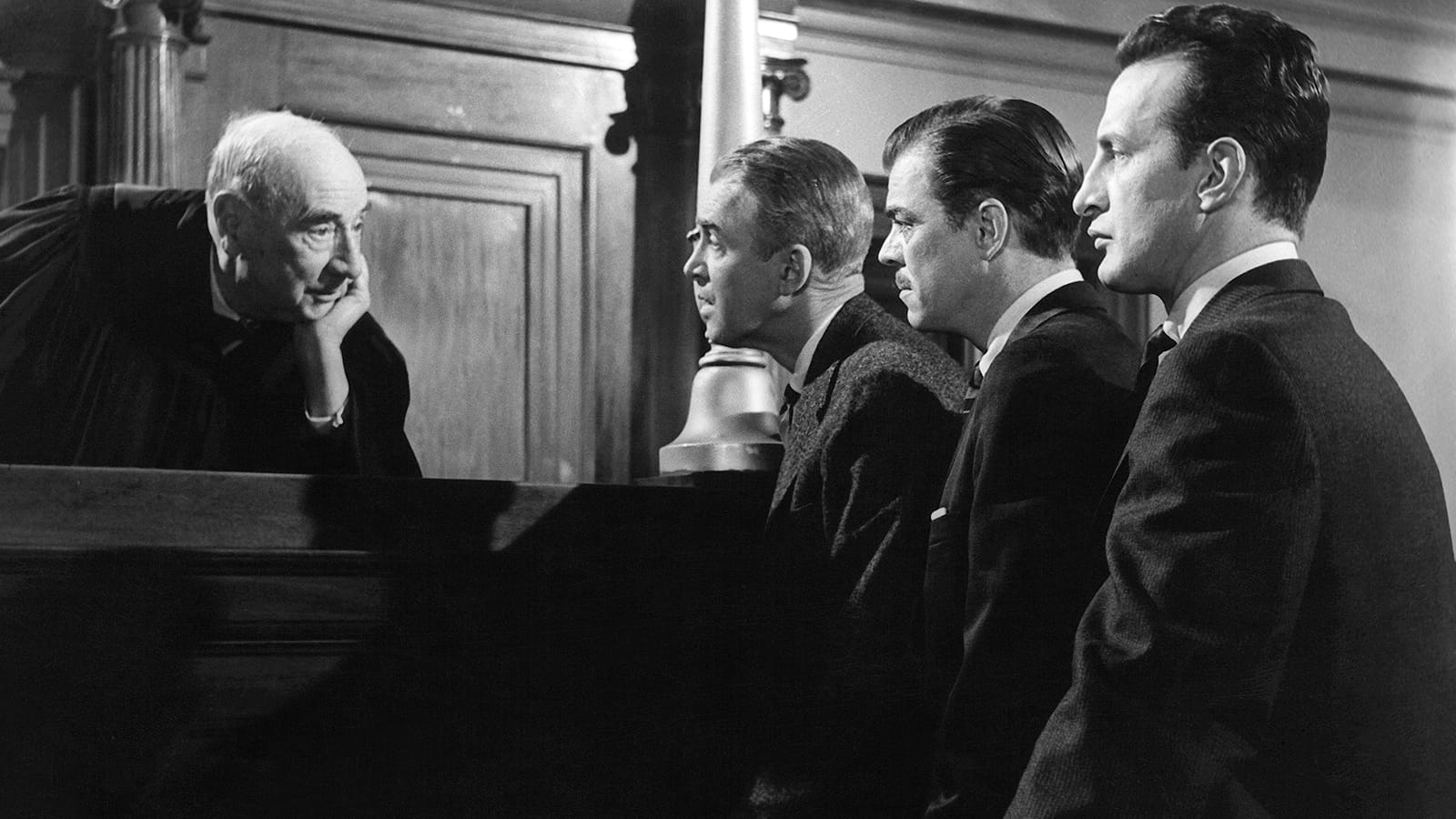
Il giudice chiama a raccolta gli avvocati per approfondire la questione della mutandina.

Joseph N. Welch, che interpreta il giudice Weaver, era stato nella vita reale un celebre avvocato che aveva difeso i vertici dell'esercito statunitense presso la commissione per le attività antiamericane presieduta dal senatore McCarthy. Divenne famoso per aver zittito McCarthy con la frase: "Lei non possiede senso della decenza, signore? In fin dei conti, non le è rimasto un senso di decenza?" guadagnandosi l'applauso dell'uditorio. Il film fu la sua unica, molto apprezzata interpretazione per il grande schermo, grazie alla quale lavorò poi in televisione in programmi culturali.
Il regista Otto Preminger dovette difendere il film dai tagli che le televisioni volevano apportare per la messa in onda.

## Colonna sonora
Duke Ellington è l'autore della colonna sonora pubblicata nell'album Anatomy of a Murder (1959) e appare anche in una scena mentre suona il piano a quattro mani con il protagonista James Stewart.

## Riconoscimenti
- 1960 - Premio Oscar
  - Candidatura Miglior film a Otto Preminger
  - Candidatura Miglior attore protagonista a James Stewart
  - Candidatura Miglior attore non protagonista a Arthur O'Connell
  - Candidatura Miglior attore non protagonista a George C. Scott
  - Candidatura Migliore sceneggiatura non originale a Wendell Mayes
  - Candidatura Migliore fotografia a Sam Leavitt
  - Candidatura Miglior montaggio a Louis R. Loeffler
- 1960 - Golden Globe
  - Candidatura Miglior film drammatico
  - Candidatura Migliore regia a Otto Preminger
  - Candidatura Miglior attrice in un film drammatico a Lee Remick
  - Candidatura Miglior attore non protagonista a Joseph N. Welch
- 1960 - Premio BAFTA
  - Candidatura Miglior film
  - Candidatura Miglior attore straniero a James Stewart
  - Candidatura Miglior attore debuttante a Joseph N. Welch
- 1959 - National Board of Review Award
  - Migliori dieci film
- 1959 - Festival di Venezia
  - Miglior interpretazione maschile a James Stewart
  - Candidatura Leone d'oro a Otto Preminger
- 1959 - Grammy Award
  - Miglior colonna sonora a Duke Ellington
- 1959 - New York Film Critics Circle Award
  - Miglior attore protagonista a James Stewart
  - Migliore sceneggiatura a Wendell Mayes
- 1960 - DGA Award
  - Candidatura Miglior regia a Otto Preminger
- 1960 - Laurel Award
  - Miglior film drammatico
  - Miglior attore in un film drammatico a James Stewart
  - Miglior attore non protagonista a Arthur O'Connell
  - Candidatura Miglior attrice non protagonista a Eve Arden
- 1960 - WGA Award
  - Candidatura Miglior sceneggiatura a Wendell Mayes